# الكتلة الديمقراطية العاجية
الكتلة الديمقراطية العاجية (بالفرنسية : Bloc Démocratique Eburnéen)، كانت مجموعة منشقة عن الحزب الديمقراطي لكوت ديفوار تشكلت في عام 1949. عارضت الكتلة ما اعتبروه «خضوع» الحزب الديمقراطي في ظل الحزب الشيوعي الفرنسي.
كان رئيس الكتلة هو إتيان دجومينت.